# Pan Klein
Pan Klein (fr. Monsieur Klein) – francusko-włoski film kryminalny z 1976 roku w reżyserii Josepha Loseya.

## Fabuła
Rok 1942. Robert Klein radzi sobie w życiu dość dobrze. Skupuje dzieła sztuki i cenne pamiątki od ludzi, których sytuacja zmusza do takich wyborów. Jest przy tym bezwzględny i cyniczny. Nie robi na nim wrażenia, że część z nich to Żydzi, pozbawiani praw obywatelskich. Klein bez skrupułów zaniża ceny przedmiotów. Sam zaś żyje w luksusie, ma wpływowych przyjaciół i piękną kochankę. Wszystko się zmienia, gdy na wycieraczce znajduje gazetę wydawaną przez gminę żydowską. Nie byłoby w tym nic dziwnego, gdyby nie fakt, że adresowana jest do Kleina. Ten postanawia sprawę wyjaśnić.

## Obsada
- Alain Delon – pan Klein
- Jeanne Moreau – Florence
- Francine Bergé – Nicole
- Juliet Berto – Jeanine
- Suzanne Flon – dozorczyni
- Massimo Girotti – Charles
- Michael Lonsdale – Pierre
- Michel Aumont – pracownik prefektury
- Roland Bertin – redaktor gazety
- Jean Champion – grabarz
- Etienne Chicot – policjant
- Magali Clément – Lola
- Gérard Jugnot – fotograf
- Hermine Karagheuz – młoda pracownica

## Produkcja
Zdjęcia kręcono w Paryżu i Strasburgu.

## Nagrody i nominacje
29. MFF w Cannes (1976)
- Złota Palma (nominacja)

Cezary 1977
- Najlepszy film – Joseph Losey
- Najlepsza reżyseria – Joseph Losey
- Najlepsza scenografia – Alexandre Trauner
- Najlepsze zdjęcia – Gerry Fisher (nominacja)
- Najlepszy dźwięk – Jean Labussiere (nominacja)
- Najlepszy montaż – Henri Lanoë (nominacja)
- Najlepszy aktor – Alain Delon (nominacja)